# Liriomyza hungarica
Liriomyza hungarica este o specie de muște din genul Liriomyza, familia Agromyzidae, descrisă de Friedrich Georg Hendel în anul 1931.
Este endemică în Ungaria. Conform Catalogue of Life specia Liriomyza hungarica nu are subspecii cunoscute.